# マスタ・キラ
マスタ・キラ（Masta Killa、本名: Elgin Turner、1969年8月18日 - ）は、アメリカ合衆国ニューヨーク州ブルックリン区出身のヒップホップ・アーティスト。ウータン・クランの一員。日本語表記では「マスタ・キラー」、「マスター・キラー」とされる場合もある。
グループの中では、一番知名度の低い存在であり、デビューアルバム『燃えよウータン』ではほとんど出番がなかった。しかし1990年代半ばから、グループのアルバムにも数多く登場し、活発化してきた。2004年にはソロデビューも果たしている。

## ディスコグラフィー
スタジオ・アルバム
- No Said Date (2004年)
- Made in Brooklyn (2006年)
- Selling My Soul (2012年)
- Loyalty is Royalty (2017年)